# لياندرو أوزيبيو
لياندرو أوزيبيو (بالبرتغالية: Leandro Euzébio‏) (18 أغسطس 1981 في كابو فريو في البرازيل – )؛ هو لاعب كرة قدم سابق كان يلعب كمدافع.

## وصلات خارجية
- لياندرو أوزيبيو على موقع رابطة كرة القدم اليابانية للمحترفين (اليابانية)
- لياندرو أوزيبيو على موقع قاعدة بيانات كرة القدم.إي يو (الإنجليزية)
- لياندرو أوزيبيو على موقع Soccerway.com (الإنجليزية)
- لياندرو أوزيبيو على موقع عالم كرة القدم.نت (الإنجليزية)